# Silvia Balán
Silvia Nieves Balán es una actriz argentina de cine, teatro y televisión.

## Carrera
Rubia actriz integró del elenco estable del programa televisivo humorístico La Tuerca donde compartió pantalla con grandes del humor como Osvaldo Pacheco, Juan Carlos Calabró, Tincho Zabala, Tono Andreu, Rafael Carret, Guido Gorgatti, Vicente Rubino, Joe Rígoli, Nelly Láinez, Julio López y Carmen Vallejo, entre otros.
Supo lucirse en algunas películas argentinas donde interpretó personajes "sexies" durante los '60 . Debutó en la pantalla grade en 1965 con La industria del matrimonio bajo la dirección de Fernando Ayala, con Tita Merello y Ángel Magaña, después actuó siempre con roles secundarios en varios films de los 60's como Ritmo, amor y juventud (1966) con Rosángela Balbó y El clan Balá (1967) con el genial Carlos Balá. Se despide en 1977 con La obertura junto a Edda Bustamante y Beto Gianola.

## Filmografía
- 1977: La Obertura
- 1968: El derecho a la felicidad.
- 1968: Coche cama alojamiento.
- 1967: El Clan Balá
- 1966: Ritmo, amor y juventud.
- 1965: La industria del matrimonio.

## Televisión
- 1965/1974: La Tuerca
- 1973: Fresco y Batata
- 1968: El Mundo del Espectáculo.